# Sven Fischer
Sven Fischer (* 16. April 1971 in Schmalkalden) ist ein ehemaliger deutscher Biathlet, der zu den erfolgreichsten deutschen Biathleten der jüngeren Vergangenheit zählt.

## Biathlonkarriere

### Olympische Spiele
Fischer gewann bereits bei seinen ersten Olympischen Winterspielen (1994 in Lillehammer) seine ersten olympischen Medaillen. Auch bei den folgenden Olympischen Winterspielen war er erfolgreich und wurde insgesamt vierfacher Olympiasieger, davon dreimal mit deutschen Staffeln. 2006 in Turin konnte er mit dem Sieg im 10-km-Sprint auch einen Einzeltitel bei den Olympischen Spielen erringen.

### Weltmeisterschaften
Bei Weltmeisterschaften errang Sven Fischer insgesamt 20 Medaillen. Fünf Weltmeistertitel gewann er mit deutschen Staffeln oder Mannschaften, bei den Biathlon-Weltmeisterschaften 1999 konnte er mit den Siegen in Einzel und Massenstart außerdem zwei Einzeltitel erringen. 1999 wurde er damit der erste Weltmeister in der neu eingeführten Disziplin Massenstart überhaupt.

### Weltcup
Sven Fischer war in den Jahren 1997 und 1999 zwei Mal Sieger des Gesamtweltcups. In der Saison 2004/05 musste er, durch eine Krankheit im letzten Saisonrennen in Chanty-Mansijsk außer Gefecht gesetzt, den Gesamtweltcup kampflos an Ole Einar Bjørndalen abgeben. Er gewann aber die Verfolgungs-Gesamtwertung. Auch die Sprint-Gesamtwertung konnte er viermal für sich entscheiden, dazu wurde er zwei Mal Sieger in der Massenstart-Gesamtwertung.

### Ausrüstung
Ein Markenzeichen Sven Fischers war seine Ausrüstung. Er lief grundsätzlich ohne Handschuhe, und nützte Stöcke mit sogenannten Power Griffen, bei denen die Hände eher waagrecht auf den Griffen liegen als senkrecht. Er war der bislang letzte Biathlet der ein Gewehr mit einem Suhler Unterladersystem einsetzte.

### Karriereende
Sven Fischer erklärte am 7. Mai 2007 seinen Rücktritt vom aktiven Biathlonsport und gab bekannt, dass er als sportlicher Berater und Co-Kommentator beim ZDF im Bereich des Biathlonsports arbeiten werde.
Am 15. September 2007 bestritt er mit 43 Mitstreitern (unter anderem Klassenkameraden, Mannschaftskollegen und internationalen Freunden und Betreuern) in der Oberhofer Rennsteigarena sein Abschiedsrennen als Zweier-Staffellauf. Bei diesem Rennen wurde er noch einmal von mehr als 8000 Fans mit dem legendären Schlachtruf „Hopp Fisch“ angefeuert.
2009 wurde Fischer auf Vorschlag von Michael Heym, CDU-Landtagsabgeordneter und Präsident von Fischers Verein WSV Oberhof 05, Mitglied der Bundesversammlung für die CDU Thüringen. Er wählte nach eigenen Angaben Horst Köhler mit zum Bundespräsidenten.
Im September 2021 teilte Fischer auf seiner Website mit, er habe „inzwischen die Trainerscheine C, B und A absolviert und die Zwischenprüfung hinter sich gebracht“. Im November 2023 erklärte er, inzwischen sein Diplom-Trainer-Studium an der Trainerakademie in Köln beendet zu haben; nach der Saison werde er seine Bachelor-Arbeit an der Universität Leipzig angehen.

## Statistik

### Weltcupsiege

#### Einzelsiege
| Nr. | Datum         | Ort             | Disziplin          |
| --- | ------------- | --------------- | ------------------ |
| 1.  | 20. März 1993 | Kontiolahti     | 10 km Sprint       |
| 2.  | 20. Jan. 1994 | Antholz         | 20 km Einzel       |
| 3.  | 12. März 1994 | Hinton          | 10 km Sprint       |
| 4.  | 14. Dez. 1995 | Oslo            | 20 km Einzel       |
| 5.  | 16. Dez. 1995 | Oslo            | 10 km Sprint       |
| 6.  | 30. Nov. 1996 | Lillehammer     | 10 km Sprint       |
| 7.  | 1. Dez. 1996  | Lillehammer     | 12,5 km Verfolgung |
| 8.  | 8. März 1997  | Nagano          | 10 km Sprint       |
| 9.  | 20. Dez. 1997 | Kontiolahti     | 12,5 km Verfolgung |
| 10. | 19. Dez. 1998 | Brezno-Osrblie  | 10 km Sprint       |
| 11. | 20. Dez. 1998 | Brezno-Osrblie  | 12,5 km Verfolgung |
| 12. | 26. Feb. 1999 | Lake Placid     | 10 km Sprint       |
| 13. | 11. März 1999 | Oslo (WM)       | 20 km Einzel       |
| 14. | 12. März 1999 | Oslo            | 10 km Sprint       |
| 15. | 13. März 1999 | Oslo (WM)       | 15 km Massenstart  |
| 16. | 12. März 2000 | Lahti           | 12,5 km Verfolgung |
| 17. | 18. März 2000 | Chanty-Mansijsk | 12,5 km Verfolgung |
| 18. | 7. Jan. 2001  | Oberhof         | 15 km Massenstart  |
| 19. | 18. März 2001 | Oslo            | 15 km Massenstart  |
| 20. | 20. Jan. 2002 | Ruhpolding      | 12,5 km Verfolgung |
| 21. | 9. März 2002  | Östersund       | 10 km Sprint       |
| 22. | 23. März 2002 | Oslo            | 12,5 km Verfolgung |
| 23. | 20. Feb. 2003 | Östersund       | 10 km Sprint       |
| 24. | 22. Jan. 2004 | Antholz         | 20 km Einzel       |
| 25. | 6. März 2004  | Fort Kent       | 15 km Massenstart  |
| 26. | 4. Dez. 2004  | Beitostølen     | 12,5 km Verfolgung |
| 27. | 9. Dez. 2004  | Oslo            | 20 km Einzel       |
| 28. | 12. Dez. 2004 | Oslo            | 12,5 km Verfolgung |
| 29. | 7. Jan. 2005  | Oberhof         | 10 km Sprint       |
| 30. | 16. März 2005 | Chanty-Mansijsk | 10 km Sprint       |
| 31. | 15. Dez. 2005 | Brezno-Osrblie  | 20 km Einzel       |
| 32. | 18. Dez. 2005 | Brezno-Osrblie  | 12,5 km Verfolgung |
| 33. | 14. Feb. 2006 | Turin (OS)      | 10 km Sprint       |

#### Staffelsiege
| Nr. | Datum         | Ort                  | Disziplin             |
| --- | ------------- | -------------------- | --------------------- |
| 1.  | 14. März 1993 | Östersund            | 4 × 7,5 km Staffel 1  |
| 2.  | 19. Dez. 1993 | Pokljuka             | 4 × 7,5 km Staffel 2  |
| 3.  | 22. Jan. 1995 | Oberhof              | 20 km Team 3          |
| 4.  | 29. Jan. 1995 | Ruhpolding           | 4 × 7,5 km Staffel 4  |
| 5.  | 19. Feb. 1995 | Antholz (WM)         | 4 × 7,5 km Staffel 5  |
| 6.  | 8. Dez. 1996  | Östersund            | 4 × 7,5 km Staffel 4  |
| 7.  | 9. Feb. 1997  | Brezno-Osrblie (WM)  | 4 × 7,5 km Staffel 4  |
| 8.  | 18. Jan. 1998 | Antholz              | 4 × 7,5 km Staffel 4  |
| 9.  | 21. Feb. 1998 | Nagano (OS)          | 4 × 7,5 km Staffel 4  |
| 10. | 18. Dez. 1998 | Brezno-Osrblie       | 4 × 7,5 km Staffel 4  |
| 11. | 10. Jan. 1999 | Oberhof              | 4 × 7,5 km Staffel 4  |
| 12. | 14. Jan. 1999 | Ruhpolding           | 4 × 7,5 km Staffel 4  |
| 13. | 24. Jan. 1999 | Antholz              | 4 × 7,5 km Staffel 4  |
| 14. | 13. Jan. 2000 | Ruhpolding           | 4 × 7,5 km Staffel 4  |
| 15. | 20. Jan. 2001 | Antholz              | 4 × 7,5 km Staffel 6  |
| 16. | 16. Jan. 2002 | Ruhpolding           | 4 × 7,5 km Staffel 4  |
| 17. | 16. März 2002 | Lahti                | 4 × 7,5 km Staffel 7  |
| 18. | 21. März 2003 | Chanty-Mansijsk (WM) | 4 × 7,5 km Staffel 4  |
| 19. | 6. Dez. 2003  | Kontiolahti          | 4 × 7,5 km Staffel 4  |
| 20. | 13. Feb. 2004 | Oberhof (WM)         | 4 × 7,5 km Staffel 7  |
| 21. | 11. Dez. 2005 | Hochfilzen           | 4 × 7,5 km Staffel 8  |
| 22. | 4. Jan. 2006  | Oberhof              | 4 × 7,5 km Staffel 8  |
| 23. | 12. Jan. 2006 | Ruhpolding           | 4 × 7,5 km Staffel 9  |
| 24. | 21. Feb. 2006 | Turin (OS)           | 4 × 7,5 km Staffel 10 |

### Biathlon-Weltcup-Platzierungen
Die Tabelle zeigt alle Platzierungen (je nach Austragungsjahr einschließlich Olympische Spiele und Weltmeisterschaften).
- 1.–3. Platz: Anzahl der Podiumsplatzierungen
- Top 10: Anzahl der Platzierungen unter den ersten zehn (einschließlich Podium)
- Punkteränge: Anzahl der Platzierungen innerhalb der Punkteränge (einschließlich Podium und Top 10)
- Starts: Anzahl gelaufener Rennen in der jeweiligen Disziplin

| Platzierung         | Einzel | Sprint | Verfolgung | Massenstart | Team | Staffel | Gesamt |
| ------------------- | ------ | ------ | ---------- | ----------- | ---- | ------- | ------ |
| 1. Platz            | 6      | 13     | 10         | 4           | 1    | 23      | 57     |
| 2. Platz            | 2      | 10     | 4          | 4           | 1    | 18      | 39     |
| 3. Platz            | 2      | 16     | 13         | 5           |      | 12      | 48     |
| Top 10              | 27     | 73     | 50         | 23          | 2    | 66      | 241    |
| Punkteränge         | 53     | 108    | 74         | 32          | 3    | 67      | 337    |
| Starts              | 64     | 121    | 75         | 32          | 3    | 68      | 363    |
| Stand: Karriereende |        |        |            |             |      |         |        |

### Olympische Winterspiele
|                                                | Einzelwettbewerbe | Einzelwettbewerbe | Einzelwettbewerbe | Einzelwettbewerbe | Staffel |
| Einzel                                         | Sprint            | Verfolgung        | Massenstart       |                   | Staffel |
| ---------------------------------------------- | ----------------- | ----------------- | ----------------- | ----------------- | ------- |
| Olympische Winterspiele 1994 \| Lillehammer    | 3.                | 7.                |                   |                   | 1.      |
| Olympische Winterspiele 1998 \| Nagano         | 16.               | 29.               |                   |                   | 1.      |
| Olympische Winterspiele 2002 \| Salt Lake City | 29.               | 2.                | 12.               |                   | 2.      |
| Olympische Winterspiele 2006 \| Turin          | 17.               | 1.                | 3.                | 17.               | 1.      |

### Weltmeisterschaften
|                                          | Einzelwettbewerbe | Einzelwettbewerbe | Einzelwettbewerbe | Einzelwettbewerbe | Teamwettbewerbe | Teamwettbewerbe | Teamwettbewerbe |
| Einzel                                   | Sprint            | Verfolgung        | Massenstart       | Mannschaft        | Staffel         | Mixed-Staffel   |                 |
| ---------------------------------------- | ----------------- | ----------------- | ----------------- | ----------------- | --------------- | --------------- | --------------- |
| Weltmeisterschaften 1993 Borowez         | —                 | 20.               |                   |                   | 1.              | 3.              |                 |
| Weltmeisterschaften 1995 Antholz         | —                 | 26.               |                   |                   | 14.             | 1.              |                 |
| Weltmeisterschaften 1996 Ruhpolding      | 22.               | 19.               |                   |                   | 6.              | 2.              |                 |
| Weltmeisterschaften 1997 Brezno-Osrblie  | 5.                | 24.               | 23.               |                   | —               | 1.              |                 |
| Weltmeisterschaften 1998 Pokljuka 1      |                   |                   | 4.                |                   | 2.              |                 |                 |
| Weltmeisterschaften 1999 Kontiolahti     | 1.                | 7.                | 3.                | 1.                |                 | 4.              |                 |
| Weltmeisterschaften 2000 Oslo            | 19.               | 40.               | 13.               | 13.               |                 | 3.              |                 |
| Weltmeisterschaften 2001 Pokljuka        | 11.               | 5.                | 3.                | 3.                |                 | 12.             |                 |
| Weltmeisterschaften 2002 Oslo 1          |                   |                   |                   | 2.                |                 |                 |                 |
| Weltmeisterschaften 2003 Chanty-Mansijsk | 22.               | 12.               | 11.               | 2.                |                 | 1.              |                 |
| Weltmeisterschaften 2004 Oberhof         | 16.               | 8.                | 23.               | 11.               |                 | 1.              |                 |
| Weltmeisterschaften 2005 Hochfilzen      | 4.                | 2.                | 3.                | 2.                |                 | 6.              |                 |
| Weltmeisterschaften 2006 Pokljuka 1      |                   |                   |                   |                   |                 | 10.             |                 |
| Weltmeisterschaften 2007 Antholz         | 20.               | 43.               | 17.               | 5.                |                 | 3.              |                 |

## TV-Engagement
Seit der Saison 2007/08 ist Sven Fischer in der Nachfolge von Petra Behle als Experte beim ZDF tätig. Seinen Einstand am Mikrofon gab er am 12. August 2007 beim City-Biathlon in Püttlingen.

## Auszeichnungen (Auswahl)
- 3. Platz Sportler des Jahres 1999
- Ernennung zum Ehrenbürger der Stadt Schmalkalden[6] im Jahr 1999
- 2006 plante die Stadt Schmalkalden, ihr Stadion nach Sven Fischer zu benennen. Fischer lehnte jedoch ab mit der Begründung, es gebe Menschen, die mehr für Schmalkalden und das Stadion geleistet hätten als er.[7]

Ehrungen der Biathlonstaffel mit Fischer:
- 3. Platz Sportler des Jahres (Mannschaft) 1994, 2003, 2006
- Wahl zum Winterstar 2006, Kategorie Beste Mannschaft, durch die Zuschauer des Bayerischen Rundfunks und die Leser der Bild[8]

## Privatleben
Fischer war der Schwager seines Mannschaftskameraden Frank Luck während dessen Ehe mit Fischers Schwester Andrea. Als sich das Paar trennte, blieb das gute Verhältnis zwischen Fischer und Luck erhalten.
Fischer ist Jäger. Frank Luck hatte Fischer ab 1994 regelmäßig zur Jagd mitgenommen. 2000 erwarb Fischer selbst einen Jagdschein. Er bevorzugt die Pirschjagd auf Gämsen und Rehe im bergigen Gelände.
Fischer spricht fließend Norwegisch, was aus seiner früheren Beziehung zu der ehemaligen norwegischen Biathletin Annette Sikveland herrührt. 2004 erhielt er in Ruhpolding vom norwegischen Botschafter den „Goldenen Lachs“ für seine Verdienste um die deutsch-norwegische Freundschaft. Den damit verbundenen Sachpreis, eine Tonne Lachs, spendete er an Altenheime in Norwegen und Deutschland.
Sven Fischer heiratete am 21. September 2007 im Schloss Wilhelmsburg in Schmalkalden seine langjährige Lebensgefährtin Doreen Ehrle, mit der er eine Tochter (* 2004) und einen Sohn (* 2007) hat.
Am 24. Mai 2008 gaben sich dann beide in der Stadtkirche St. Georg in Schmalkalden das kirchliche Ja-Wort, verbunden mit der Taufe von Sohn Johann.